# قربانی (فیلم ۱۳۷۰)
قربانی فیلمی به کارگردانی رسول صدرعاملی و نویسندگی رسول صدرعاملی، ابراهیم فروزش محصول سال ۱۳۷۰ است.

خلاصه داستان فیلم :حامد پسر کوچک حاج نصرت ربوده می شود، حامد فرزند کوچک حاج نصرت از همسر دوم اوست، ربایندگان تقاضای مبلغ هنگفتی پول می کنند، بحران خانواده حاج نصرت را فرا می گیرد، مجید پسر بزرگ حاج نصرت که از همسر اول وی می باشد ،  حدود یک سال است که از همسرش آذر جدا شده و با پسر کوچک خود به نام علی در خانه پدر سکونت دارد , مجید پدرش را مسبب اصلی تمام ناکامی های خود در زندگی  و جدا شدنش از همسرش می داند ، و با او میانه خوبی ندارد ، مجید روز به روز علاقه خود را به همسر سابقش بیشتر و بیشتر نشان می دهد ، اما حاج نصرت که به  آذر همسر سابق مجید بد گمان است ،پای اورا به پاسگاه می کشاند ، مجید از آذر دلجویی می کند، ولی به تدریج روشن می شود، که مجید در  ربودن  برادر ناتنی خود حامد نقش دارد  ،پلیس هم شبانه روز به شدت پیگیر ماجراست ، پدر موضوع را متوجه می شود ، ومجید همه چیز را به پدر می گوید ،  وپس از تحویل دادن پسر خردسال خود علی به  مادرش خود برای نجات دادن حامد و بر گرداندنش به خانه اقدام می کند ، همکاران مجید   قبلاً جای اختفای حامد را تغییر داده اند، اما او پس از درگیری با آنها برادر کوچک خود حامد را نجات می دهد ،  در اثر سانحه آتش سوزی محل در گیری آتش می گیرد  و مأمورین به موقعه به آنجا می رسند .

## بازیگران
- داریوش ارجمند
- ابوالفضل پورعرب
- نسرین مقانلو
- میلاد عراقی
- عبدالرضا آشتیانی
- عنایت‌الله بخشی
- مجید میرزاییان
- علی سرتیپی
- حمید طالقانی
- نسرین خدادوست‌مقدم
- فرشته قربانی
- افسانه حسن‌زاده
- ندا آذر
- انوش نصر
- یوسف آشوری
- امیرحسین شریفی
- کریم مرائی
- فرهاد بافکر
- علی زارع
- زهره انتظام
- ریحانه زارع
- زینب انتظام
- مارال حسن‌زاده
- سیدحاتم هاشمی